# Glisno (Lubniewice)
Pour les articles homonymes, voir Glisno.
Glisno (prononciation : [ˈɡlisnɔ]) est un village polonais de la gmina de Lubniewice dans le powiat de Sulęcin de la voïvodie de Lubusz dans l'ouest de la Pologne.
Le village comptait approximativement une population de 781 habitants en 2009.

## Histoire
Le nom allemand du village était Gleißen.
Après la réforme administrative du royaume de Prusse en 1815, Gleißen entre dans l'arrondissement de Sternberg-en-Nouvelle-Marche, qui est divisé ensuite, et elle fait partie de l'arrondissement de Sternberg-Est qui est lui-même partie du district de Francfort-sur-l'Oder au sein de la province de Brandebourg.
Après la Seconde Guerre mondiale, avec la mise en œuvre de la ligne Oder-Neisse, le village est intégré à la République populaire de Pologne. La population d'origine allemande est expulsée et remplacée par des Polonais.
De 1975 à 1998, le village appartenait administrativement à la voïvodie de Gorzów.
Depuis 1999, il appartient administrativement à la voïvodie de Lubusz

## Galerie

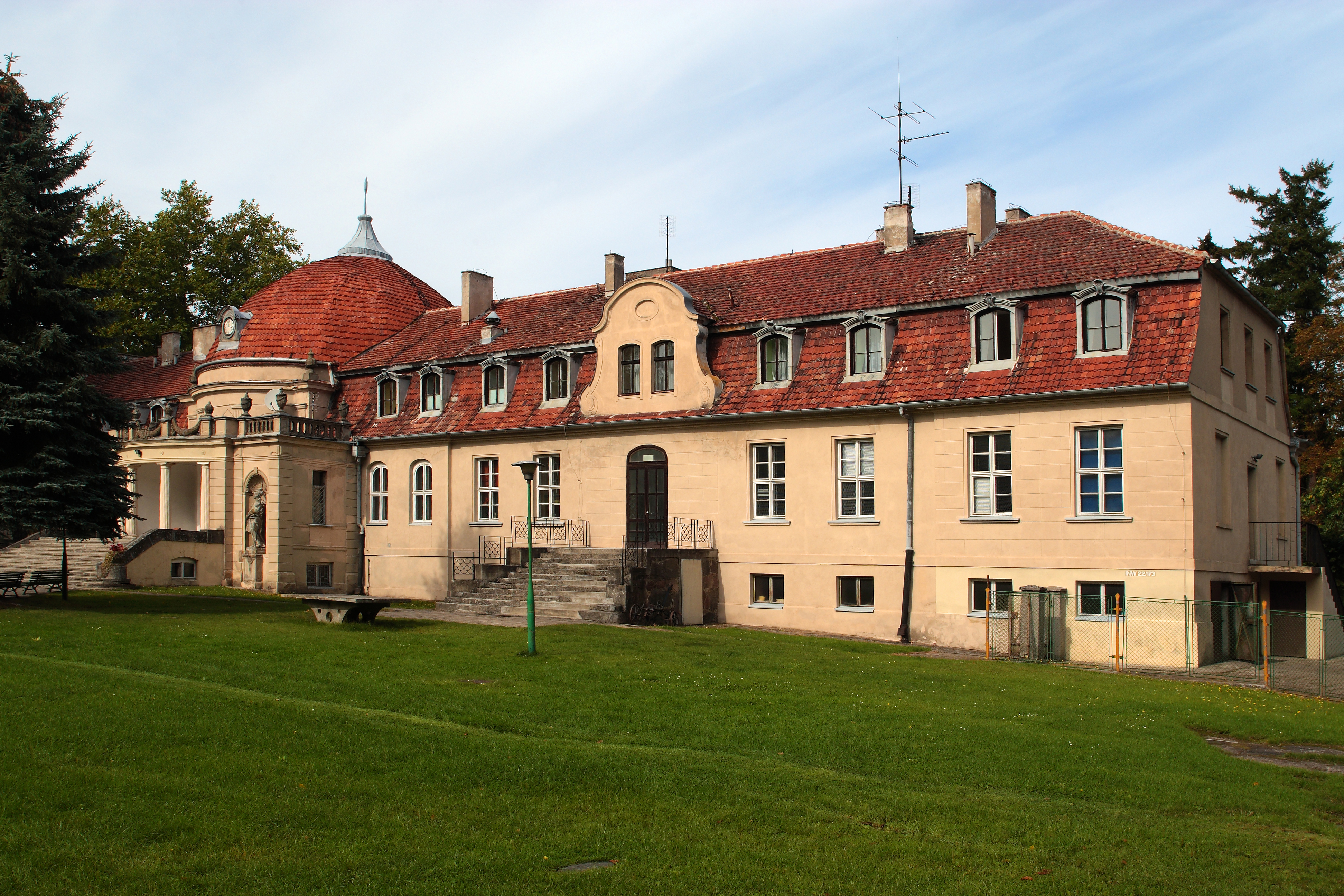
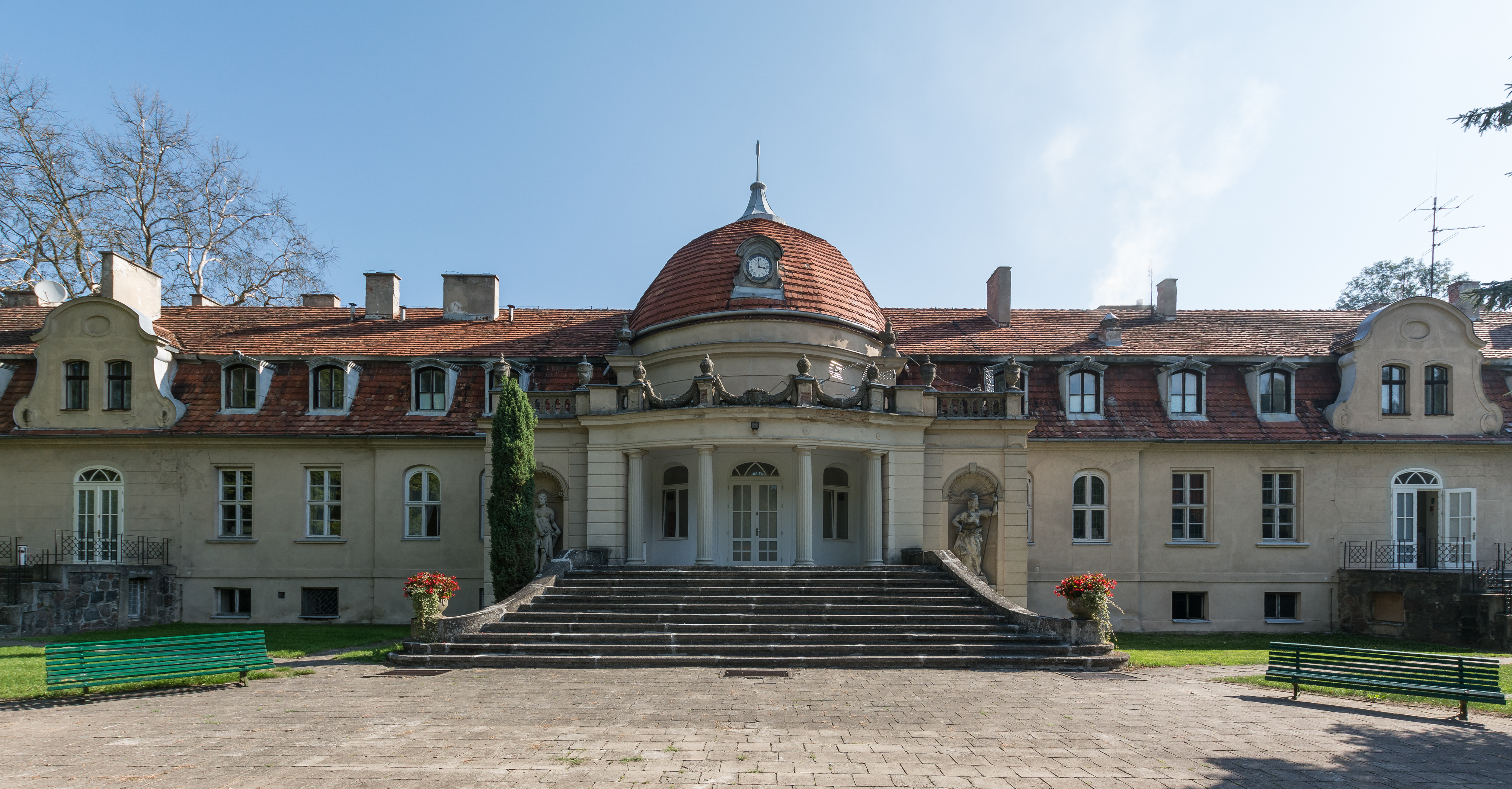